# ناحیه هادسون، شهرستان لناوی، میشیگان
ناحیه هادسون (به انگلیسی: Hudson Township) یک منطقهٔ مسکونی در ایالات متحده آمریکا است که در شهرستان لناوی، میشیگان واقع شده‌است.
 ناحیه هادسون ۹۴٫۶ کیلومتر مربع مساحت و ۱٬۵۷۶ نفر جمعیت دارد و ۲۷۳ متر بالاتر از سطح دریا واقع شده‌است.